# Туре, Мохамед
Мохамед Туре (англ. Mohamed Toure; 26 марта 2004) — австралийский футболист, нападающий клуба «Раннерс» и сборной Австралии.

## Карьера
Происходит из либерийской семьи, с которой переехал в Австралию в раннем возрасте. Его старший брат Альхассан и младший Муса также занимаются футболом.
С 2019 года находился в молодёжной команде «Аделаида Юнайтед». На профессиональном уровне Туре дебютировал в возрасте 15 лет, 8 февраля 2020 года в матче чемпионата Австралии против «Брисбен Роар», в котором появился на замену на 82-й минуте вместо Стефана Маука. Уже в своём следующем матче, 14 февраля игрок отметился забитым голом в ворота «Сентрал Кост Маринерс», став самым молодым автором гола в истории австралийского чемпионата.